# Grona triflora
Grona triflora (Linneo)  H.Ohashi & K.Ohashi è una pianta orientale della famiglia delle Fabacee (o Leguminose), considerata una buona fonte di foraggio.

## Descrizione

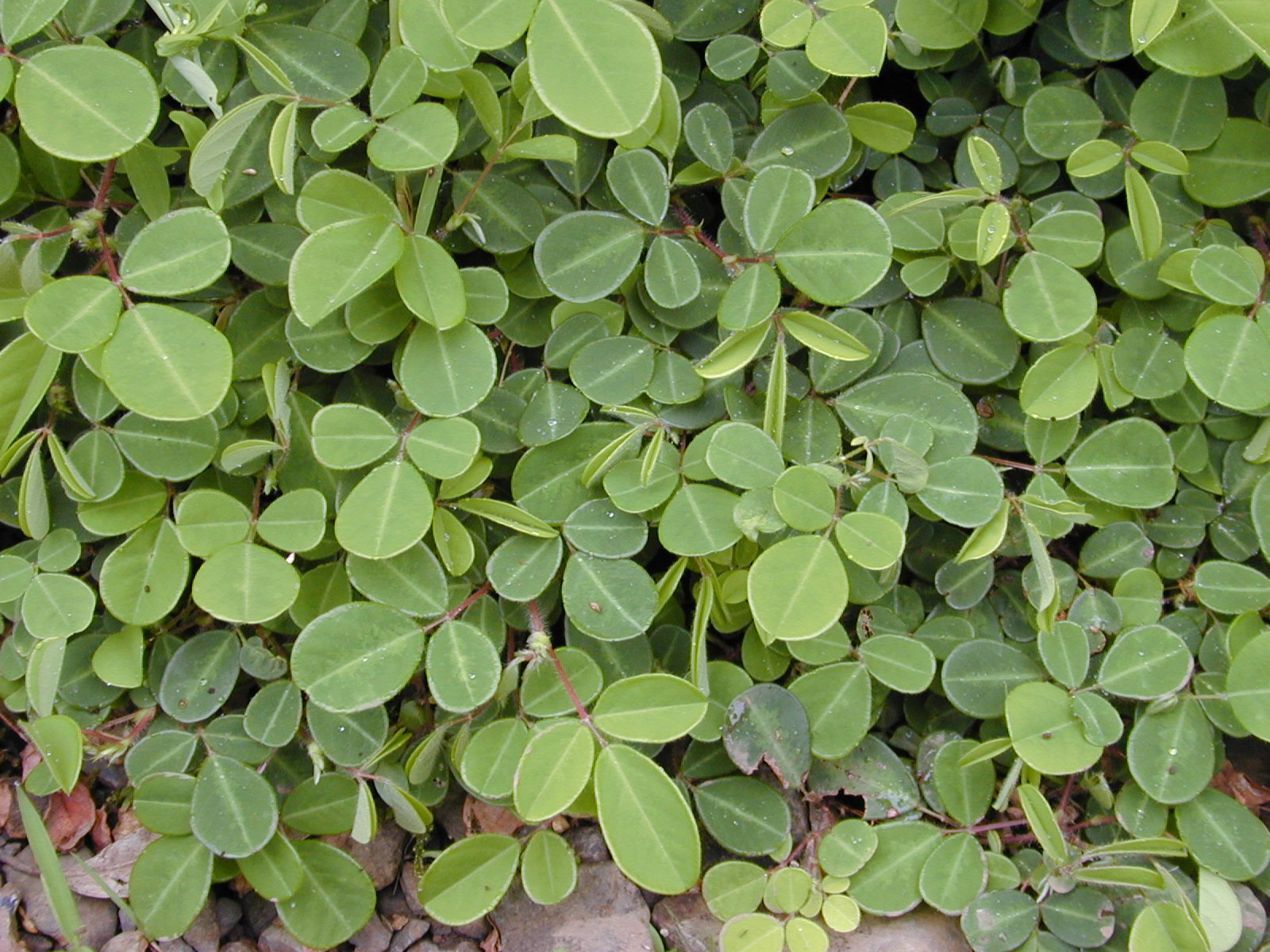
Foglie

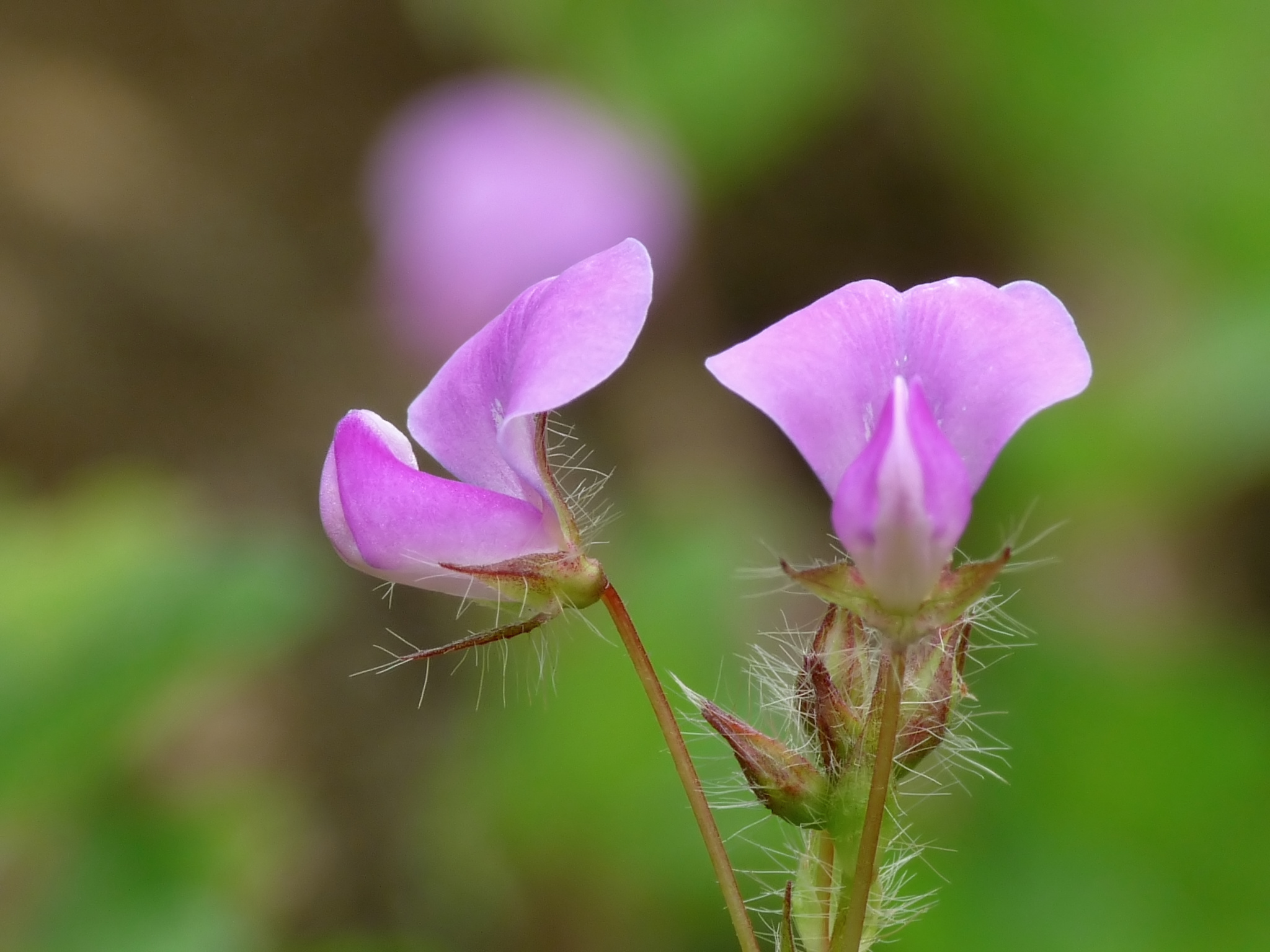
Fiori

Presenta un fusto erbaceo filiforme; le foglie trifogliate sono cuoriformi a rovescio, glabre di sopra, pubescenti di sotto e sulle nervature.